# راي دانيال
راي دانيال (بالإنجليزية: Ray Daniel)‏ (2 نوفمبر 1928 سوانزي المملكة المتحدة - 6 نوفمبر 1997 سوانزي المملكة المتحدة) هو لاعب كرة قدم بريطاني.